# Basilio Gonzaga
Basilio Gonzaga (26 settembre 1711 – 29 maggio 1782) è stato un nobile italiano, settimo marchese titolare di Luzzara.
Era figlio di Luigi II Gonzaga e di Carlotta di Choiseul di Lorena.
Non avendo figli maschi, alla sua morte gli succedette il fratello Giovanni, ottavo ed ultimo marchese di Luzzara.

## Discendenza
Basilio sposò nel 1738 sposò Maria Paola (1712-1761), figlia di Giovanni Benedetto Borromeo Arese e di Clelia Grillo Borromeo; ebbero sette figli:
- Luigia (1739-1739)
- Carlo (1739-1739)
- Maria Caterina (1740-1740)
- Luigi Mariano (1741-1743)
- Luigia (1743-1766), sposò Giovanni Filippo Rangoni
- Federico (1744-1745)
- Isabella (1746-1746)

## Ascendenza
|                                             |                                     |                                                                    | Genitori                                                        |  |  | Nonni |  |  | Bisnonni                             |  |  | Trisnonni                               |  |
|                                             |                                     |                                                                    |                                                                 |  |  |       |  |  | Luigi I Gonzaga, marchese di Luzzara |  |  | Federico I Gonzaga, marchese di Luzzara |  |
|                                             |                                     |                                                                    |                                                                 |  |  |       |  |  | Luigi I Gonzaga, marchese di Luzzara |  |  | Federico I Gonzaga, marchese di Luzzara |  |
|                                             |                                     | Elisabetta Gonzaga di Poviglio                                     |                                                                 |  |  |       |  |  | Luigi I Gonzaga, marchese di Luzzara |  |  |                                         |  |
| Federico II Gonzaga, marchese di Luzzara    |                                     |                                                                    |                                                                 |  |  |       |  |  | Luigi I Gonzaga, marchese di Luzzara |  |  |                                         |  |
|                                             |                                     | Elena Gonzaga                                                      | Pirro Maria Gonzaga                                             |  |  |       |  |  |                                      |  |  |                                         |  |
|                                             |                                     | Elena Gonzaga                                                      | Pirro Maria Gonzaga                                             |  |  |       |  |  |                                      |  |  |                                         |  |
|                                             |                                     | Elena Gonzaga                                                      | Francesca Gonzaga di Palazzolo                                  |  |  |       |  |  |                                      |  |  |                                         |  |
| Luigi II Gonzaga, marchese di Luzzara       |                                     | Elena Gonzaga                                                      |                                                                 |  |  |       |  |  |                                      |  |  |                                         |  |
|                                             |                                     | Ferdinando I Gonzaga, principe di Castiglione e marchese di Medole | Francesco Gonzaga, principe di Castiglione e marchese di Medole |  |  |       |  |  |                                      |  |  |                                         |  |
|                                             |                                     | Ferdinando I Gonzaga, principe di Castiglione e marchese di Medole | Francesco Gonzaga, principe di Castiglione e marchese di Medole |  |  |       |  |  |                                      |  |  |                                         |  |
|                                             |                                     | Ferdinando I Gonzaga, principe di Castiglione e marchese di Medole | Bibiana von Pernstein                                           |  |  |       |  |  |                                      |  |  |                                         |  |
| Luigia Ludovica Gonzaga                     |                                     | Ferdinando I Gonzaga, principe di Castiglione e marchese di Medole |                                                                 |  |  |       |  |  |                                      |  |  |                                         |  |
|                                             |                                     | Olimpia Sforza Visconti                                            | Giovanni Paolo II Sforza, marchese di Caravaggio                |  |  |       |  |  |                                      |  |  |                                         |  |
|                                             |                                     | Olimpia Sforza Visconti                                            | Giovanni Paolo II Sforza, marchese di Caravaggio                |  |  |       |  |  |                                      |  |  |                                         |  |
|                                             |                                     | Olimpia Sforza Visconti                                            | Maria Aldobrandini                                              |  |  |       |  |  |                                      |  |  |                                         |  |
| Basilio Gonzaga, marchese di Luzzara        |                                     | Olimpia Sforza Visconti                                            |                                                                 |  |  |       |  |  |                                      |  |  |                                         |  |
|                                             | Henri de Choiseul, signore d'Isches | Antoine III de Choiseul, signore d'Isches                          |                                                                 |  |  |       |  |  |                                      |  |  |                                         |  |
|                                             | Henri de Choiseul, signore d'Isches | Antoine III de Choiseul, signore d'Isches                          |                                                                 |  |  |       |  |  |                                      |  |  |                                         |  |
|                                             | Henri de Choiseul, signore d'Isches | …                                                                  |                                                                 |  |  |       |  |  |                                      |  |  |                                         |  |
| Charles Henri de Choiseul, signore d'Isches | Henri de Choiseul, signore d'Isches |                                                                    |                                                                 |  |  |       |  |  |                                      |  |  |                                         |  |
|                                             |                                     | …                                                                  | …                                                               |  |  |       |  |  |                                      |  |  |                                         |  |
|                                             |                                     | …                                                                  | …                                                               |  |  |       |  |  |                                      |  |  |                                         |  |
|                                             |                                     | …                                                                  | …                                                               |  |  |       |  |  |                                      |  |  |                                         |  |
| Charlotte Elisabeth de Choiseul             |                                     | …                                                                  |                                                                 |  |  |       |  |  |                                      |  |  |                                         |  |
|                                             |                                     | …                                                                  | …                                                               |  |  |       |  |  |                                      |  |  |                                         |  |
|                                             |                                     | …                                                                  | …                                                               |  |  |       |  |  |                                      |  |  |                                         |  |
|                                             |                                     | …                                                                  | …                                                               |  |  |       |  |  |                                      |  |  |                                         |  |
| Marie Charlotte Bruneau de la Rabastiere    |                                     | …                                                                  |                                                                 |  |  |       |  |  |                                      |  |  |                                         |  |
|                                             |                                     | …                                                                  | …                                                               |  |  |       |  |  |                                      |  |  |                                         |  |
|                                             |                                     | …                                                                  | …                                                               |  |  |       |  |  |                                      |  |  |                                         |  |
|                                             |                                     | …                                                                  | …                                                               |  |  |       |  |  |                                      |  |  |                                         |  |
|                                             |                                     | …                                                                  |                                                                 |  |  |       |  |  |                                      |  |  |                                         |  |